# 天壇座θ
天壇座θ，又名CD-5011720，HD 165024、SAO 245242、HR 6743，是天壇座的一颗恒星，视星等为3.66，位于銀經343.33，銀緯-13.82，其B1900.0坐标为赤經17h 58m 50.7s，赤緯-50° -13.82′ 52″。